# Magyar Állami Operaház
El Magyar Állami Operaház (Òpera Nacional hongaresa, també conegut com a Teatre d'Òpera de Budapest) és un teatre d'òpera d'arquitectura renaixentista situat a l'Avinguda Andrássy, núm. 20, de Budapest. Construït per Miklós Ybl entre 1875 i 1884, és un edifici ricament decorat, i és considerat una de les seves obres mestres juntament amb la seva participació en la construcció de la Basílica de Sant Esteve. Neorenaixentista amb elements neobarrocs, fou enriquit amb frescos i escultures de Bertalan Székely, Mor Than i Károly Lotz. És considerat un dels més bells teatres del món. Davant la façana es troben les estàtues de Ferenc Erkel, compositor nacional d'innovació, i el compositor clàssic Franz Liszt. Gustav Mahler en va ser el director des de 1888 a 1891.